# Orbitala
Elektroni se gibljejo okoli jedra v elektronski ovojnici, znotraj katere so prostori, ki jih imenujemo orbitale. Elektronska orbitala je matematično izračunano območje, znotraj katerega se s 95 % verjetnostjo nahaja elektron. Elektron se v 5% lahko nahaja tudi izven tega področja.
V atomih, kjer je prisotnih več elektronov, se le ti razvrstijo v več orbital, glede na njihov energijski nivo. V vsaki orbitali sta lahko največ dva elektrona, ki se med seboj razlikujeta po smeri vrtenja okoli lastne osi (ločita se po spinu). Orbitale pa se razlikujejo tako po obliki (s-orbitale so okrogle, p-orbitale so iz dveh delov in d-orbitale iz štirih delov), kot po velikosti (1s je manjša od 2s, ta pa od 3s).
Za vse orbitale z istim glavnim kvantnim številom pravimo, da pripadajo isti lupini (npr. 3s, 3p, 3d).
Za zgradbo elektronske ovojnice so pri posameznih skupinah elementov značilne naslednje orbitale, kamor se razvrščajo elektroni:
- za elemente glavnih skupin s- in p-orbitale
- za elemente stranskih skupin d-orbitale
- za lantanoide in aktionide f-orbitale

Elektronska konfiguracija je razporeditev elektronov po orbitalah. V orbitali sta po dva elektrona, ki se razlikujeta po spinu oziroma smeri vrtenja.
Elektronska konfiguracija arzena je npr.:
[Ar]3d10 4s2 4p3
Kjer pomeni [Ar] elektronsko konfiguracijo argona, kakršno imajo vsi elementi periodnega sistema do kriptona, 3d10 4s2 4p3 pa je značilna Elektronska konfiguracija zadnjih orbital samo za arzen. e- p+n+ so orbitale razdeljene
Mesto elektrona v elektronski ovojnici določimo tudi, tako da razporedimo elektrone po lupinah.

## Razporeditev elektronov po lupinah
Razporeditev elektronov po lupinah je postopek s katerim računsko ugotovimo razporeditev elektronov (e-) elementov glavnih skupin v periodnem sistemu.
Perioda v kateri leži element nam pove koliko lupin ima element, skupina pa število elektronov v zadnji lupini (izjema je helij). Preostale periode, razen predzadnjih dveh popolno napolnimo. Največje možno število elektronov, ki jih lahko razporedimo v posamezno lupino izračunamo s formulo 2n2, pri čemer je spremenljivka n vrstno število skupine. Predzadnji lupini pa zapolnimo s kombinacijami številk 2, 8, 18 in 32. Vsota vseh elektronov je enaka vrstnemu številu elementa.
Primer:
1. 87Fr - vrstno število
2. 87Fr (_, _, _, _, _, _, _) - število lupin (vrstno število periode)
3. 87Fr (_, _, _, _, _, _, 1) - število e- v zunanji lupini (vrstno število skupine)
4. 87Fr (2, 8, 18, 32, _, _, 1) - polnjenje vseh lupin razen predzadnjih dveh (2n2)
5. 87Fr (2, 8, 18, 32, 18, 8, 1) - polnjenje predzadnjih dveh lupin (kombinacija števk - notranja lupina ima večje število e-)

| perioda\skupina | I.                          | II.                         | III.                     | IV.                      | V.                       | VI.                      | VII.                     | VIII.                    |
| --------------- | --------------------------- | --------------------------- | ------------------------ | ------------------------ | ------------------------ | ------------------------ | ------------------------ | ------------------------ |
| 1.              | H (1)                       |                             |                          |                          |                          |                          |                          | He (2)                   |
| 2.              | Li (2, 1)                   | Be (2, 2)                   | B (2, 3)                 | C (2, 4)                 | N (2, 5)                 | O (2, 6)                 | F (2, 7)                 | Ne (2, 8)                |
| 3.              | Na (2, 8, 1)                | Mg (2, 8, 2)                | Al (2, 8, 3)             | Si (2, 8, 4)             | P (2, 8, 5)              | S (2, 8, 6)              | Cl (2, 8, 7)             | Ar (2, 8, 8)             |
| 4.              | K (2, 8, 8, 1)              | Ca (2, 8, 8, 2)             | Ga (2, 8, 18, 3)         | Ge (2, 8, 18, 4)         | As (2, 8, 18, 5)         | Se (2, 8, 18, 6)         | Br (2, 8, 18, 7)         | Kr (2, 8, 18, 8)         |
| 5.              | Rb (2, 8, 18, 8, 1)         | Sr (2, 8, 18, 8, 2)         | In (2, 8, 18, 18, 3)     | Sn (2, 8, 18, 18, 4)     | Sb (2, 8, 18, 18, 5)     | Te (2, 8, 18, 18, 6)     | I (2, 8, 18, 18, 7)      | Xe (2, 8, 18, 18, 8)     |
| 6.              | Cs (2, 8, 18, 18, 8, 1)     | Ba (2, 8, 18, 18, 8, 2)     | Tl (2, 8, 18, 32, 18, 3) | Pb (2, 8, 18, 32, 18, 4) | Bi (2, 8, 18, 32, 18, 5) | Po (2, 8, 18, 32, 18, 6) | At (2, 8, 18, 32, 18, 7) | Rn (2, 8, 18, 32, 18, 8) |
| 7.              | Fr (2, 8, 18, 32, 18, 8, 1) | Ra (2, 8, 18, 32, 18, 8, 2) |                          |                          |                          |                          |                          |                          |